# Puchar Kontynentalny w biegach narciarskich 2011/2012
Sezon 2011/2012 Pucharu Kontynentalnego w biegach narciarskich – dziewięć cykli zawodów stanowiących zaplecze Pucharu Świata.

## Cykle składowe
- Australia/New Zealand Cup w biegach narciarskich 2011
- Balkan Cup w biegach narciarskich 2012
- Eastern Europe Cup w biegach narciarskich 2011/2012
- Far East Cup w biegach narciarskich 2011/2012
- Noram Cup w biegach narciarskich 2011/2012
- Alpen Cup w biegach narciarskich 2011/2012
- Scandinavian Cup w biegach narciarskich 2011/2012
- Slavic Cup w biegach narciarskich 2011/2012
- US Super Tour w biegach narciarskich 2011/2012